# 양요나
양요나(1970년 1월 11일 ~ )는 대한민국의 텍스트를 다루는 시각디자이너, 정치인이다. 중앙고등학교와 한림대학교 정치외교학과를 졸업하였으며, 경희대학교 대학원에서 정보디자인(사회과학)을 전공했다. 14권의 디자인이론서를 저술했다. 외부로부터 들어온 디자인을 한국의 이야기로 해석하고, 이를 자생적 디자인이론으로 구축했다. '더러운 반듯함 그것이 디자인이다'라고 정의하고 있다. 현재, 인공지능발생사(AIBreak) 대표로 있다.

## 경력
- 양폰트
- 양요나디자인학교
- 서울문화포럼, 디자인서울,아트센터, 폭스바겐아트프로젝트, 삼성아트프로젝트

## 저서
- 공공디자인 (도시미래연구원)
- 디자인이 지겹다고 생각될 때 읽는 책
- 다시 보는 디자인 (정글프레스)
- 도시로 떠나는 세계문화탐험[헬싱키]-웅진다책
- 대한민국 디자인사
- 디자인 MANUAL
- 디자인 마인드 (시공사)
- 디자인이 정말 지겹다고 생각될 때 읽는책
- 속삭이는 색 (안그라픽스)
- 양요나 교수가 만든 상상을 공부하고 그림으로 표현하는 일기장
- 양요나의 디자인강의 노트
- 양요나의 사진탕
- 요나의 대머리 이야기
- 웹 인터페이스

## 수상 및 상훈, 작업
- 차세대 디자인리더(2006, kidp)
- 컨텐츠디자인 금상(2000, hrd)
- 서비스종사자형 의자
- 뜨거움을 따뜻하게 느끼는 그릇, 계란말이 그릇
- 대칭 쇼핑백, 식빵백
- 윤디자인연구소 소금체

## 관련 기사
- 기호일보 기사
- 주간한국 기사
- designnet 기사
- 매일경제 기사[깨진 링크(과거 내용 찾기)]
- 월간 CA 인터뷰
- 스포츠 서울 기사[깨진 링크(과거 내용 찾기)]
- 매거진 정글 관련 기사
- 폰트클럽 양요나 인터뷰[깨진 링크(과거 내용 찾기)]
- 네이버 포토에세이[깨진 링크(과거 내용 찾기)]
- 디자이너를 대여해드립니다[깨진 링크(과거 내용 찾기)]